# Visages inconnus
Pour plus de détails, voir Fiche technique et Distribution.
Visages inconnus (TV) / Faces (DVD) ou Le Visage du tueur au Québec (Faces in the Crowd) est un thriller américain écrit et réalisé par Julien Magnat, sorti en 2011. En France, le film est diffusé à la télévision le 19 mars 2013 sur M6.

## Synopsis
Anna Marchant mène une vie parfaite. Institutrice dans une école maternelle, fiancée à l'homme idéal, elle habite une belle maison. Un soir, alors qu'elle rentre d'une soirée entre amies, elle voit une jeune femme se faire égorger au rasoir. Le tueur lui téléphone et la retrouve. Il l'assomme puis la jette dans un lac.
Quelques jours plus tard, Anna se réveille à l'hôpital, entourée de ses proches. La tentative de meurtre lui a laissé de graves séquelles : elle souffre de prosopagnosie, un trouble cognitif. Dans un monde où elle ne reconnaît plus les visages, elle doit retrouver ses repères. Avec l'aide de la police, elle tente d’identifier son agresseur, mais ce dernier cherche à éliminer l’unique témoin de son crime...

## Fiche technique
- Titre : Visages inconnus (TV) / Faces (DVD)
- Titre original : Faces in the Crowd
- Titre québécois : Le Visage du tueur
- Réalisation : Julien Magnat
- Scénario : Julien Magnat
- Direction artistique : Scott Rossell
- Décors : Kathy McCoy
- Costumes : Cathy McComb
- Photographie : Rene Ohashi (en)
- Montage : Antoine Vareille
- Musique : John McCarthy
- Production : Kevin DeWalt, Jean-Charles Levy et Clément Miserez
- Sociétés de production : Voltage Pictures (en), Minds Eye Entertainment (en), Radar Films, Frantic Films (en) et Forecast Pictures
- Sociétés de distribution : E1 Films Canada (en) (Canada), Seven Sept (France), Millennium Entertainment (en) (États-Unis)
- Budget : 10 000 000 de dollars
- Pays d'origine : États-Unis, France et Canada
- Langue originale : anglais
- Format : couleur - 35 mm - Dolby Digital DTS
- Genre : thriller
- Durée : 100 minutes
- Dates de sortie :
  -  États-Unis : 25 octobre 2011 (DVD)
  -  France : 29 juin 2012 (DVD) 19 mars 2013 (TV)
- Tous publics, mais certaines scènes pourraient heurter la sensibilité des jeunes spectateurs.
- A réserver aux plus de douze ans, scènes sanglantes.

## Distribution
- Milla Jovovich (VF : Barbara Kelsch) : Anna Marchant
- Julian McMahon (VF : Arnaud Arbessier) : Sam Kerrest
- David Atrakchi (VF : Vincent Ropion) : Lanyon
- Valentina Vargas : Nina
- Michael Shanks (VF : Bernard Bollet) : Bryce
- Sarah Wayne Callies (VF : Gaëlle Savary) : Francine
- Marianne Faithfull : Dr Langenkamp